# Canal Águila
El canal Águila (en inglés: Eagle Passage) es un estrecho de las islas Malvinas, entre Lafonia en el suroeste de la isla Soledad (que forma su costa norte), y las islas más pequeñas de Águila, Pelada y Jorge (que forman la costa sur). Toma su nombre de la misma raíz que la isla Águila nombrada.
El pasaje es paralelo al Seno Choiseul y conecta al estrecho de San Carlos con el océano Atlántico.